# U 440
U 440 war ein U-Boot, das von der deutschen Kriegsmarine während des Zweiten Weltkrieges im U-Boot-Krieg eingesetzt wurde. Das Boot patrouillierte während seiner fünf Unternehmungen im Nordatlantik.

## Technische Daten
Die Danziger Schichau Werft wurde nach der völkerrechtswidrigen Eingliederung der Freien Stadt Danzig ins Reich unmittelbar mit dem Bau von U-Booten beauftragt. Es war geplant, hierdurch die Kapazitäten der Werft hauptsächlich auszulasten und so eine jährliche Produktion von 18 U-Booten – ab Sommer 1943 sogar 42 Boote – vom Typ VII C zu erreichen. Der Typ VII C der U-Boot-Klasse VII, auch „Atlantikboot“ genannt, war während des Zweiten Weltkriegs das meistgebaute U-Boot überhaupt und für den unabhängigen Einsatz im Atlantik konzipiert. Ein Boot dieses Typs hatte eine Verdrängung von 761 m³ über und 865 m³ unter Wasser, war 67,1 m lang und 6,2 m breit und hatte einen Tiefgang von 4,8 m. Die zwei 1400 PS starken Dieselmotoren erbrachten eine Überwassergeschwindigkeit von 17 kn. Unter Wasser wurde ein VII C–Boot von zwei Elektromotoren (je 375 PS) angetrieben, die eine Geschwindigkeit von 7,6 kn ermöglichten. Am Turm führte U 440 die olympischen Ringe das Emblem der Crew 36, der Offiziersjahrgang, dem der zweite Kommandant, Werner Schwaff, angehörte.

## Kommandanten
Hans Geissler wurde am 1. Oktober 1916 in Rüdesheim geboren und trat 1935 in die Kriegsmarine ein. Nach Abschluss seiner U-Bootausbildung und des U-Bootkommandantenlehrganges absolvierte er eine Feindfahrt als Kommandantenschüler auf U 561 und übernahm dann im Januar 1942 das Kommando auf U 440.

Werner Schwaff wurde am 3. April 1915 in Peking geboren und trat 1936 in die Kriegsmarine ein. Er absolvierte im Sommer 1941 seine U-Bootausbildung und fuhr anschließend 1. WO auf U 659. Am 16. Mai 1942 übernahm er das Kommando auf U 2, einem Schulboot der 21. U-Flottille. Am 22. November 1942 wurde Oberleutnant Schwaff dann Kommandant von U 333, mit dem er bis April 1943 zwei Feindfahrten machte. Am 20. Mai 1943 übernahm er das Kommando auf U 440, mit dem er 11 Tage später nordwestlich von Kap Ortegal versenkt wurde.

## Einsatz und Geschichte
U 440 versenkte während seiner fünf Unternehmungen keine Schiffe, obwohl es zu mehreren U-Bootgruppen gehörte, welche nach Maßgaben der Rudeltaktik Angriffe auf Geleitzüge durchführten.

### U-BootgruppePfeil
Bereits wenige Tage nach Beginn seiner ersten Unternehmung wurde U 440 in Kampfhandlungen verwickelt. Das Boot war der U-Bootgruppe „Pfeil“ zugeteilt, die nach Maßgaben der Rudeltaktik den Geleitzug HX 206 attackierte. Kommandant Geissler wurde beim Angriffsversuch durch den Geleitschutz des Konvois zum Tauchen gezwungen und das U-Boot so nachhaltig beschädigt, dass U 440 nur zwei Wochen nach Verlassen Kiels bereits zum Abbruch der Unternehmung gezwungen war und einen Stützpunkt in Frankreich anlaufen musste.

### U-BootgruppeJaguar
Die Grundvoraussetzung zur Jagd auf Geleitzüge – eine ausreichende Anzahl von operationsfähigen U-Booten im jeweiligen Seegebiet – bestand für die Kriegsmarine zum Jahreswechsel 42/43 im Nordatlantik nicht mehr. Grund hierfür waren in erster Linie das winterliche Gefecht mit dem Geleitzug ONS 154 und das schlechte Wetter. Im Frühjahr 1943 stellte die U-Bootführung lediglich eine kleine U-Bootgruppe unter dem Codenamen „Jaguar“ zusammen, die bei Neufundland Geleitzüge aufspüren sollte, die Kurs auf Europa hatten. Im Bestreben, möglichst viele Boote zu einer Gruppe zusammen zu ziehen, beschloss die U-Bootführung, einige Boote, die wegen Treibstoffmangel eigentlich hätten zurückkehren müssen, durch andere Boote auftanken zu lassen. U 440 wurde dazu ausersehen, Treibstoff von U 117 zu übernehmen. Dieses Vorhaben wurde aber aufgrund dessen geringen Brennstoffbestandes abgebrochen.
Am späten Abend des 11. März sichtete Kommandant Geissler einen einzeln fahrenden Dampfer, den er mit drei gleichzeitig abgefeuerten Torpedos, einem sogenannten Fächerschuss angriff. Dieser und auch weitere Angriffe – U 440 verfolgte das Schiff bis in die frühen Morgenstunden des folgenden Tages – brachten keinen Erfolg.

## Versenkung
U 440 wurde beim Verlassen der Biskaya durch ein Flugboot der RAF gesichtet und mit Bordwaffen angegriffen, wobei einige Männer auf der Brücke des Bootes, welches das Maschinengewehrfeuer erwiderte, getötet wurden. Die Sunderland warf einige Wasserbomben ab, die eigentlich nicht gut gezielt waren. Da U 440 aber in diesem Moment den Kurs änderte, und direkt in die Detonationen hineinfuhr, wurde es schwer beschädigt und sank unmittelbar. Es gab keine Überlebenden.